# Я виросла тут
Я виросла тут (гінді यहाँ मैं घर घर खेली) — індійський телесеріал, який транслювався на Zee TV.

## Сюжет
Шанована та заможна родина Тхакур з покоління в покоління живе у своєму родовому особняку під назвою «Золотий палац». Але одного разу вона втрачає це право через давнього ворога голови родини Джагмохана Прасада. Дочка Удая Тхакура, Абга, повертається в рідний будинок як невістка Джагмохана. Абга намагається забезпечити злагоду та щастя в обох родинах. Однак на її шляху стоїть багато ворогів цих родин, охочих заволодіти «Золотим палацом». У боротьбі з ними їй прийдеться відстояти своє право на життя з коханим (Караном) та довести, що вона гідна дочка свого батька .